# ArcelorMittal
ArcelorMittal S.A. je mednarodna jeklarska korporacija s sedežem v Luksemburgu v istoimenski državi. Podjetje je nastalo leta 2006, ko je indijski Mittal Steel prevzel luksmeburškega Arcelor. ArcelorMittal je s proizvodnjo 98,1 milijona ton jekla na leto (2014) največji proizvajalec jekla na svetu.

## Glavne železarne
- Ispat International
  - Mittal Steel Company
    - International Steel Group
      - Bethlehem Steel
      - Republic Steel
      - LTV-Steel
      - Acme Steel
- Arcelor
  - Aceralia
  - Usinor
  - ARBED
- Krjivorižstal,
- Ostrava,
- Katowice Steelworks,
- Tadeusz Sendzimir Steelworks,
- Hunedoara steel works,
- Galați steel works,

## Skici
1. ↑  »4Q 2012 and FY 2012 Results« (PDF). ArcelorMittal. 6. februar 2013. Arhivirano iz prvotnega spletišča (PDF) dne 3. marca 2016. Pridobljeno 13. julija 2015.
2. ↑  »Top steel-producing companies 2012«. World Steel Association. Arhivirano iz prvotnega spletišča dne 5. novembra 2013. Pridobljeno 10. novembra 2013.
3. ↑  »91. ArcelorMittal«, GLOBAL 500 - Our annual ranking of the world's largest corporations, CNN